# دیو شالینور
دیو شالینور (انگلیسی: Dave Challinor؛ زادهٔ ۲ اکتبر ۱۹۷۵) بازیکن فوتبال اهل بریتانیا است.
از باشگاه‌هایی که در آن بازی کرده‌است می‌توان به باشگاه فوتبال کولوین بای، باشگاه فوتبال استوک‌پورت کانتی، باشگاه فوتبال بری، و باشگاه فوتبال ترانمره راورز اشاره کرد.